# Conus biliosus
Conus biliosus е вид охлюв от семейство Conidae. Видът не е застрашен от изчезване.

## Разпространение и местообитание
Разпространен е в Австралия (Ашмор и Картие, Западна Австралия, Коралови острови, Куинсланд и Северна територия), Бангладеш, Бруней, Виетнам, Източен Тимор, Индия, Индонезия, Камбоджа, Кения, Китай (Гуандун, Гуанси и Хайнан), Коморски острови, Мадагаскар, Майот, Макао, Малайзия, Малдиви, Мианмар, Мозамбик, Остров Рождество, Пакистан, Палау, Папуа Нова Гвинея, Сингапур, Соломонови острови, Сомалия, Тайланд, Танзания, Филипини, Хонконг и Шри Ланка.
Обитава крайбрежията и пясъчните и скалисти дъна на морета и рифове.